# 960 Fifth Avenue
960 Fifth Avenue, también conocida como 3 East 77th Street, es un edificio de apartamentos de lujo en la esquina noreste de la Quinta Avenida y Calle 77 Este en Manhattan, Nueva York.  Diseñada por Warren & Wetmore y Rosario Candela, la estructura de 15 pisos se completó en 1928. 

## Historia

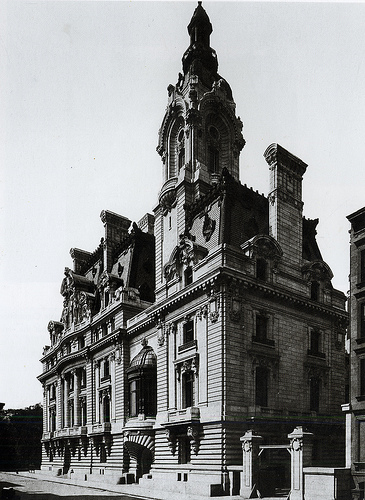
La casa de William A. Clark en 962 Fifth Avenue, que fue derribada para construir 960 Fifth Avenue

960 Fifth Avenue se construyó en el antiguo emplazamiento de la Casa William A. Clark. Cuando el senador Clark murió en 1925, su viuda y su hija, Huguette Clark, se mudaron al 907 Fifth Avenue y vendieron la mansión, que costó 7  millones de dólares.  a Anthony Campagna por 3 millones en 1927.  Campagana hizo derribar la mansión apenas 19 años después de su construcción en 1911. 
El nuevo edificio fue diseñado por Warren & Wetmore, quienes fueron responsables de Grand Central Terminal y los arquitectos supervisores fueron Rosario Candela de Cross & Cross. Candela era "un arquitecto de la década de 1920 conocido por sus grandes diseños de apartamentos fluidos"  que tenía la costumbre de enclaustrar las alas de los dormitorios lejos de las grandes salas de entretenimiento.  Dorothy Draper, la destacada decoradora de interiores, fue utilizada como consultora en el proyecto. Campagna utilizó a Douglas L. Elliman & Co. como su corredor para la venta de los apartamentos de la cooperativa. 
El edificio se inició en 1927 y se completó en 1928. Los apartamentos tienen un promedio de 14 a 17 habitaciones, con 8 cuartos de servicio, y es uno de los pocos en Nueva York con su propio restaurante. Los apartamentos originales tenían un precio de entre 130. 000 y 325. 000 dólares y más del 75 por ciento de los apartamentos se vendieron antes de que se cerrara la estructura del edificio.  El mayor accionista inicial del edificio fue el Dr. Preston Pope Satterwhite, quien supuestamente pagó 450. 000 dólares por su apartamento de 20 habitaciones,  que se consideró la venta cooperativa más cara jamás pagada en ese momento. 

### Reputación
Según Hall Willkie, presidente de Brown Harris Stevens, el edificio, junto con 820 Fifth Avenue y 834 Fifth Avenue, es uno de los "tres edificios superiores, en términos de tamaño, calidad de apartamentos y precio" de la Quinta Avenida. 
Dan Dorfman de The New York Sun se refirió al edificio como "el pináculo de la vida de lujo en Nueva York" y afirmó que "algunos expertos en bienes raíces lo consideran el principal edificio residencial de Manhattan". 

### Ventas notables
En 2009, Murray H. Goodman puso a la venta su apartamento por 32,5  millones de dólares, pero se lo vendió a Benjamin Steinbruch dos años después por 18. 875 millones. 
En 2013, Charles Lazarus, fundador de Toys "R" Us, puso a la venta el apartamento de 11 habitaciones 10/11B  por 24,5 dólares.  millones después de una cotización inicial de 29 dólares millones en 2011.  Finalmente se vendió en 2014 a Carlos Rodríguez-Pastor, un empresario peruano que es presidente de Interbank, por 21 millones de dólares. Se creía que este era el mismo apartamento que alguna vez perteneció al Dr. Satterwhite. 
En 2014, el apartamento PHB de 16 habitaciones de Edgar Bronfman, Sr. , expresidente de Seagram Company que vivió allí durante 40 años hasta su muerte en 2013, estaba a la venta por 65 millones.  Fue comprado por Nassef Sawiris, director ejecutivo de Orascom Construction Industries y el hombre más rico de Egipto, por unos 70 dólares.  millones, la cooperativa entonces más cara de Nueva York.  Fue la segunda venta de cooperativa más cara en Manhattan en 2014, después de la venta a Israel Englander por 71,3 dólares millones del dúplex en 740 Park Avenue . 
En 2017, el apartamento del marchante de arte Robert H. Ellsworth y su socio Masahiro Hashiguchi, que abarcaba todo el tercer piso, fue vendido a Carlos Alejandro Pérez Dávila, un financiero colombiano (primo de Alejandro Santo Domingo) cuya familia alguna vez controló SABMiller, por 55millones.  Fue la venta de cooperativas más cara de Nueva York en 2017.  El apartamento fue propiedad de James H. Snowden por primera vez en 1928 y era un dúplex junto con el cuarto piso. 

## Residentes notables
Los residentes notables pasados y presentes del edificio incluyeron o incluyen:  
- Edgar Bronfman, Sr. <[20]
- Sister Parish[6]
- Anne Bass
- Robert H. Ellsworth and Masahiro Hashiguchi[23]
- Claus von Bülow[23]
- Murray H. Goodman[16]
- Louis Untermeyer[12]
- C. Douglas Dillon[12]
- Nassef Sawiris and Sherine Magar[22]
- Charles Lazarus and Joan Regenbogen[10]
- John Sullivan Jr. and Nonie Sullivan[10]
- David Mackie[10]
- Sharmin and Bijan Mossavar-Rahmani[10]
- Emilia and José "Pepe" Fanjul[10]
- Winthrop W. Aldrich[10]
- Mathew and Ann Wolf[10]
- Benjamin Steinbruch[10]
- Gail Auchincloss Gilbert (wife of S. Parker Gilbert) and her son, S. Parker Gilbert, Jr. [10]
- James Krugman and Connie Simmons[10]
- James Coleman Jr. [10]
- James and Marie Marlas[10]
- Henri and Marsha Wedell[10]
- William and Sherry Cherry[10]
- Peter and Laura Grauer[10]
- Mary Lawrence Porter[10]
- Joseph and Mary Jane Platt[10]
- James and Stephania McClennen[10]
- Carlos Rodriguez-Pastor[10]
- Andrew Atterbury and Gwyn Prentice[10]
- Coleman and Susan Burke[10]
- Elizabeth Ballantine and Paul Leavitt[10]
- Gustavo y Patty Cisneros[10]